# Adinia xenica
Adinia xenica, unica specie del genere Adinia, è un piccolo pesce d'acqua salmastra appartenente alla famiglia Fundulidae.

## Distribuzione e habitat
Questa specie è diffusa nel continente nordamericano orientale lungo le coste del Golfo del Messico dalla Florida al Texas. 
Si trova sia in acque dolci che salmastre e salate (anche con salinità molto elevate). Popola ambienti con bassa profondità dell'acqua come paludi e coste con mangrovie .

## Descrizione
Si può distinguere dalle altre specie della famiglia per il profilo concavo della fronte. Non supera i 6 cm.

## Acquariofilia
È una specie difficile da mantenere in acquario.